# 美国铸印局
铸印局（英語：Bureau of Engraving and Printing）是隶属于美国财政部的一个政府机构，为美国政府设计并制造美国货币、债券及其他官方证书和奖项，其中最引人注目的是其为美联储生产的联邦储备券（即美元）。除纸币外，BEP还生产美国国库证券、军事委员会和奖励证书、邀请函和入场卡，以及许多不同类型的身份证、表格和其他为各种政府机构提供的特殊安全文件。BEP不生产硬币：所有的硬币都由美国铸币局生产。铸印局在华盛顿特区和德克萨斯州沃斯堡设有工厂，是美国最大的政府安全文件生产商。

## 參閱
1. ↑  Treasury.gov 的存檔，存档日期2007-12-26.